# Mossi Traoré
Pour les articles homonymes, voir Traoré.
Mossi Traoré, né le 28 mai 1985 à Paris, est un styliste français à la tête de la marque Mossi créée en 2011.

## Biographie
Mossi Traoré est né dans le 18e arrondissement de Paris, il est issu d’une famille modeste d'origine malienne. Son père est éboueur et sa mère est femme de ménage. Il grandit à Villiers-sur-Marne, en région parisienne.
Bien que sa mère et sa grand-mère pratiquent la couture, il ne se passionne pour la couture et la mode qu'au lycée. Il postule alors à l’école Mod'Art International. « Afin de valider mon admission à l'école, je devais lire un livre autour de l'Histoire de l'Art qui m'a paru du charabia. En revanche, quand on m'a envoyé voir l'expo « Juste des vêtements » de Yohji Yamamoto au MAD, j'ai été happé par cette liberté de créer ».
Il abandonne ses études un an avant l’obtention de son diplôme. « Je travaillais à côté et je devais rembourser mon prêt étudiant ».

### Ses débuts dans la mode
En 2011, Mossi Traoré trouve dans l’annuaire le numéro de téléphone de la journaliste de mode Janie Samet, auteur du livre Chère Haute Couture. Il l’appelle pour lui exposer son projet de défilé. C’est elle qui lui présente Didier Grumbach, président de la Fédération de la haute couture et de la mode qui lui ouvre les portes de la Fashion Week de Paris. Il n’hésite pas à dépenser toutes ses économies dans ce défilé pour « séduire d’éventuels acheteurs ». Cependant, cette première participation à la Fashion Week de Paris, préparée à la hâte, est un échec. Mossi Traoré déclare à ce sujet : « En deux mois, j'ai dû créer ma société et élaborer une collection qui a été critiquée. Je me suis planté. Il m'a fallu un an pour digérer mon échec ».
À ses débuts, Mossi Traoré collabore avec la styliste chinoise Zhen, qu’il rencontre sur les bancs de Mod'Art International. Ils collaborent à partir de 2011 et créent la marque Zhen & Mossi en 2016.
En 2017, il décide de mettre fin à sa collaboration avec Zhen pour relancer Mossi. Il déclare à ce propos « nos visions étaient différentes donc ce n’était pas vraiment moi. Quand j’ai relancé la marque en solo, j’ai voulu repartir de zéro avec mes propres codes et mon ADN ».

## Mossi
Mossi Traoré relance seul la marque Mossi en 2017. En 2020, Mossi présente pour la deuxième fois sa collection dans le calendrier officiel de la Fashion Week de Paris. Avec un « Made in Banlieue » ajouté sur le logo de la marque. Il reçoit la même année le prix Pierre Bergé de l'Association nationale pour le développement des arts de la mode (distinction réservée aux créateurs produisant leur collection en France et réalisant un chiffre d’affaires inférieur à 2 millions d’euros). Il est également sélectionné pour figurer parmi les marques promues à la SPHERE Paris Fashion Week showroom, un programme lancé par la  Fédération de la haute couture et de la mode avec DEFI et L'Oréal, et qui soutient la création française.

### Influences
Il admire le style de John Galliano, Giorgo Armani et Issey Miyake. Cependant, sa plus grande source d’inspiration est Germaine Émilie Krebs dite Alix Grès ou Madame Grès. Lors de ses études, il demande à un professeur des conseils sur les robes inspirées de la période Antique, qu’il admire en regardant l’anime Les Chevaliers du Zodiaque. Ce professeur le renvoie vers les créations d’Alix Grès. En 2011, il se rend à l’exposition du Musée Bourdelle, la première rétrospective consacrée à cette grande couturière, jusque-là oubliée. Pour L'Obs, « Mossi a été le premier ensorcelé par la somptuosité du travail sur tissu, il y a des années » au point de travailler à l’ouverture d’un musée, entièrement consacré à Madame Grès à Villiers-sur-Marne.

### Style
La vision de la mode de Mossi Traoré est décrite comme « urbaine, sociale et engagée ». Il revendique une mode accessible et définit son style de « non conforme », « aux inspirations culturelles mélangées ».
Dans le sillage de la Fashion Week de Bombay en 2014, il exprime sa fascination pour le cinéma indien et pour le sari, un vêtement traditionnel, dont il s’inspire énormément. Il s’inspire également du Khādī, un tissu traditionnel filé et tissé à la main.  
Mossi Traoré explique qu'il n’habille pas une femme pour la « rendre belle », il imagine avant tout le vêtement porté comme une « œuvre d’art ». « La construction et l’architecture du vêtement sont ce qui m’intéresse le plus aujourd’hui. J’ai du mal avec tout ce qui brille ».
Cette recherche esthétique le pousse à collaborer avec des artistes qu’il admire. En 2019, les imprimés de sa collection reproduisent les sculptures de Simone Pheulpin. En 2020, il collabore avec le calligraphe Hassan Massoudy pour rechercher le mouvement du calligraphe dans le drapé de ses créations. En 2021, il travaille avec l’artiste Lee Bae, dont l’œuvre se concentre sur le noir, celui du charbon non fossile, reproduit sur ses créations. En 2022, il sollicite Angélique pour sculpter le textile et le peintre malien Ibrahim Ballo pour des imprimés.

## Un créateur engagé
Mossi Traoré est qualifié de « créateur engagé »,. Pour Vogue « Il fait de la mode un moyen d’expression social positif ».
Il se qualifie lui-même d’entrepreneur social. En 2015, il fonde l’école Les Ateliers d’Alix en hommage à Madame Grès. Son école forme aux techniques de la Haute couture, avec un parcours de formation continue en trois ans, des ateliers (destinés à préparer le CAP) et des cours ouverts au grand public pour démocratiser la couture,.
Quand il relance sa marque en 2017, il construit son modèle économique autour de l’insertion. « Mon leitmotiv : chaque robe vendue me permettrait de contribuer à créer un emploi ». 
Il dit s’inspirer de l’entrepreneure américaine Leila Janah (en) car « on ne combat pas la pauvreté par la charité mais en créant de l'emploi » et de Ali Banat, pour repenser « sa manière de vivre en faisant des actions caritatives ».
Mossi Traoré est resté attaché à son quartier des Hautes-Noues à Villiers-sur-Marne où il implante les activités de son association en 2015. 

En 2021, il déclare au quotidien Les Échos :
« Je voulais donner une chance aux jeunes générations de se former aux métiers de la mode, la broderie, la corseterie, la maroquinerie, la photo, le travail du cuir ou des bijoux. […] L'école est ouverte à tous, aux décrocheurs scolaires, à ceux en reconversion professionnelle, aux migrants en attente du droit d'asile… […] nos professeurs, qui viennent des ateliers de grandes maisons de couture, sont bénévoles. […] Mon rêve serait que les mamans du quartier créent des collections de haute couture. De plus, j'aimerais renvoyer une image positive de la banlieue, où il y a beaucoup de gens talentueux ».